# فوزي عايش

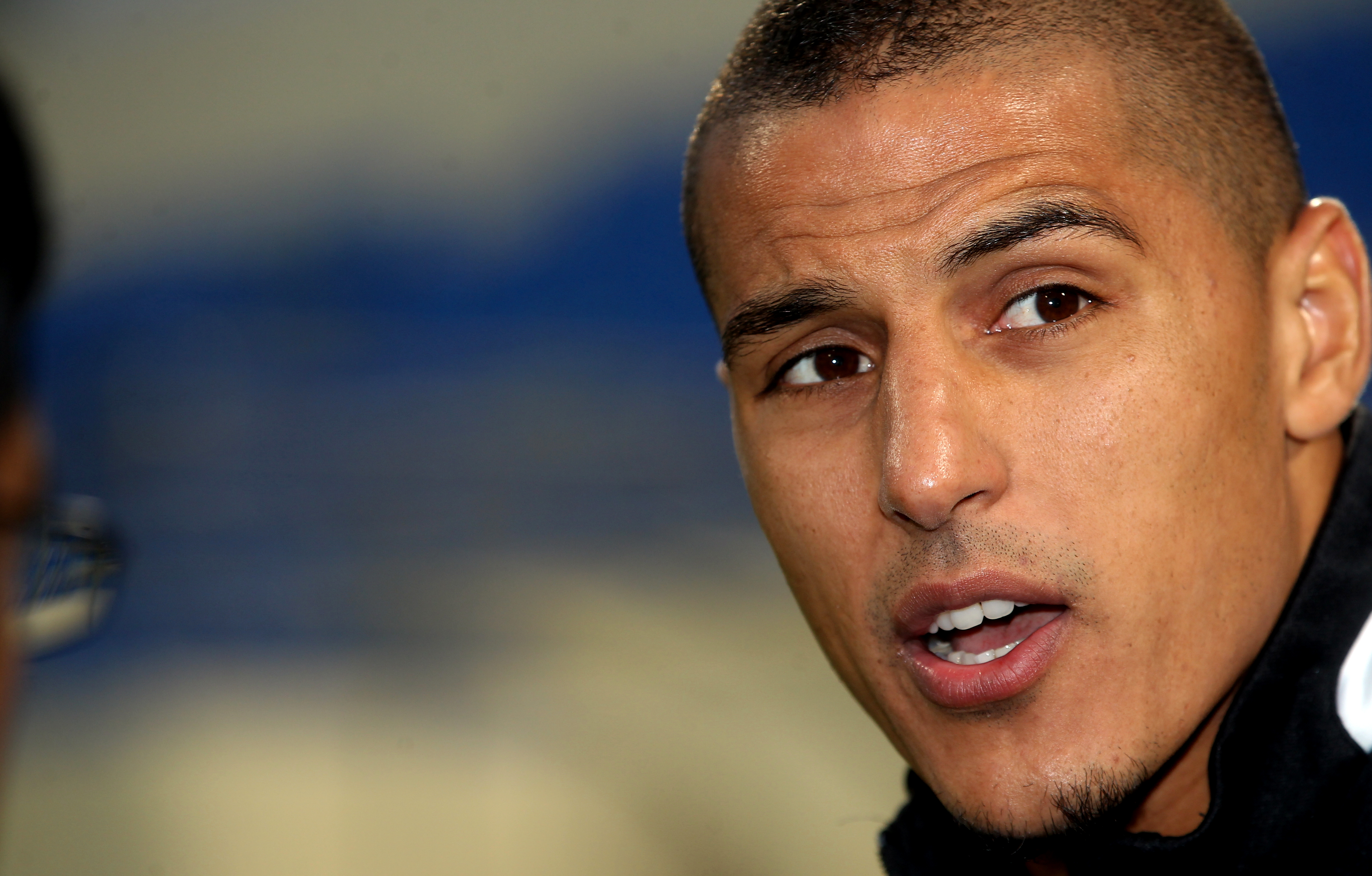

فوزي مبارك عايش (بالإنجليزية: Faouzi Mubarak Aaish) (مواليد 27 فبراير 1985 في المغرب) لاعب كرة قدم بحريني مسلم دولي يجيد اللعب في خط الوسط . يلعب حاليا لصالح نادي الرفاع البحريني .

## روابط خارجية
- فوزي عايش على موقع الاتحاد الدولي (مؤرشف)  (الإنجليزية)
- فوزي عايش على موقع قاعدة بيانات كرة القدم.إي يو (الإنجليزية)
- فوزي عايش على موقع ناشيونال فوتبول تيمز (الإنجليزية)
- فوزي عايش على موقع Soccerway.com (الإنجليزية)
- فوزي عايش على موقع عالم كرة القدم.نت (الإنجليزية)
- فوزي عايش على موقع كووورة